# Liste der Naturdenkmale in Müden (Mosel)
Die Liste der Naturdenkmale in Müden (Mosel) nennt die im Gemeindegebiet von Müden (Mosel) ausgewiesenen Naturdenkmale (Stand 25. März 2024).

## Ehemalige Naturdenkmale
| Nr.         | Bezeichnung                                             | Lage                                                          | Beschreibung                                                               | Bild                                    |
| ----------- | ------------------------------------------------------- | ------------------------------------------------------------- | -------------------------------------------------------------------------- | --------------------------------------- |
| ND-7135-405 | Linden- und Kastaniengruppe an der Kapelle am Moselufer | östlich des Ortes an der B 416; Flur Am Heiligenhäuschen Lage | Tilia platiphyllos und Aesculus hippocastanum; Rechtsverordnung aufgehoben | Direkt Bild zu diesem Denkmal hochladen |